# Eygluy-Escoulin
Eygluy-Escoulin est une commune française située dans le département de la Drôme, en région Auvergne-Rhône-Alpes.

## Géographie

### Localisation
Eygluy-Escoulin est située à 20 km au nord-est de Crest.

### Communes limitrophes
| Plan-de-Baix          | Omblèze         | Saint-Julien-en-Quint           |
| Beaufort-sur-Gervanne | Eygluy-Escoulin | Saint-Andéol, Vachères-en-Quint |
| Montclar-sur-Gervanne | Véronne         | Pontaix                         |

### Climat
Pour des articles plus généraux, voir Climat d'Auvergne-Rhône-Alpes et Climat de la Drôme.
En 2010, le climat de la commune est de type climat des marges montargnardes, selon une étude du CNRS s'appuyant sur une série de données couvrant la période 1971-2000. En 2020, Météo-France publie une typologie des climats de la France métropolitaine dans laquelle la commune est exposée à un climat de montagne ou de marges de montagne et est dans la région climatique  Alpes du sud, caractérisée par une pluviométrie annuelle de 850 à 1 000 mm, minimale en été.
Pour la période 1971-2000, la température annuelle moyenne est de 10,6 °C, avec une amplitude thermique annuelle de 16,9 °C. Le cumul annuel moyen de précipitations est de 1 066 mm, avec 8,5 jours de précipitations en janvier et 5,6 jours en juillet. Pour la période 1991-2020, la température moyenne annuelle observée sur la station météorologique de Météo-France la plus proche, « Beaufort-S-Gervanne »sur la commune de Beaufort-sur-Gervanne à 4 km à vol d'oiseau, est de 12,8 °C et le cumul annuel moyen de précipitations est de 936,4 mm,. Pour l'avenir, les paramètres climatiques de la commune estimés pour 2050 selon différents scénarios d'émission de gaz à effet de serre sont consultables sur un site dédié publié par Météo-France en novembre 2022.

## Urbanisme

### Typologie
Au 1er janvier 2024, Eygluy-Escoulin est catégorisée commune rurale à habitat très dispersé, selon la nouvelle grille communale de densité à 7 niveaux définie par l'Insee en 2022.
Elle est située hors unité urbaine et hors attraction des villes,.

### Occupation des sols
L'occupation des sols de la commune, telle qu'elle ressort de la base de données européenne d’occupation biophysique des sols Corine Land Cover (CLC), est marquée par l'importance des forêts et milieux semi-naturels (95,8 % en 2018), en augmentation par rapport à 1990 (92,4 %). La répartition détaillée en 2018 est la suivante : 
forêts (75,6 %), milieux à végétation arbustive et/ou herbacée (19,3 %), prairies (2,8 %), zones agricoles hétérogènes (1,5 %), espaces ouverts, sans ou avec peu de végétation (0,9 %). L'évolution de l’occupation des sols de la commune et de ses infrastructures peut être observée sur les différentes représentations cartographiques du territoire : la carte de Cassini (XVIIIe siècle), la carte d'état-major (1820-1866) et les cartes ou photos aériennes de l'IGN pour la période actuelle (1950 à aujourd'hui).

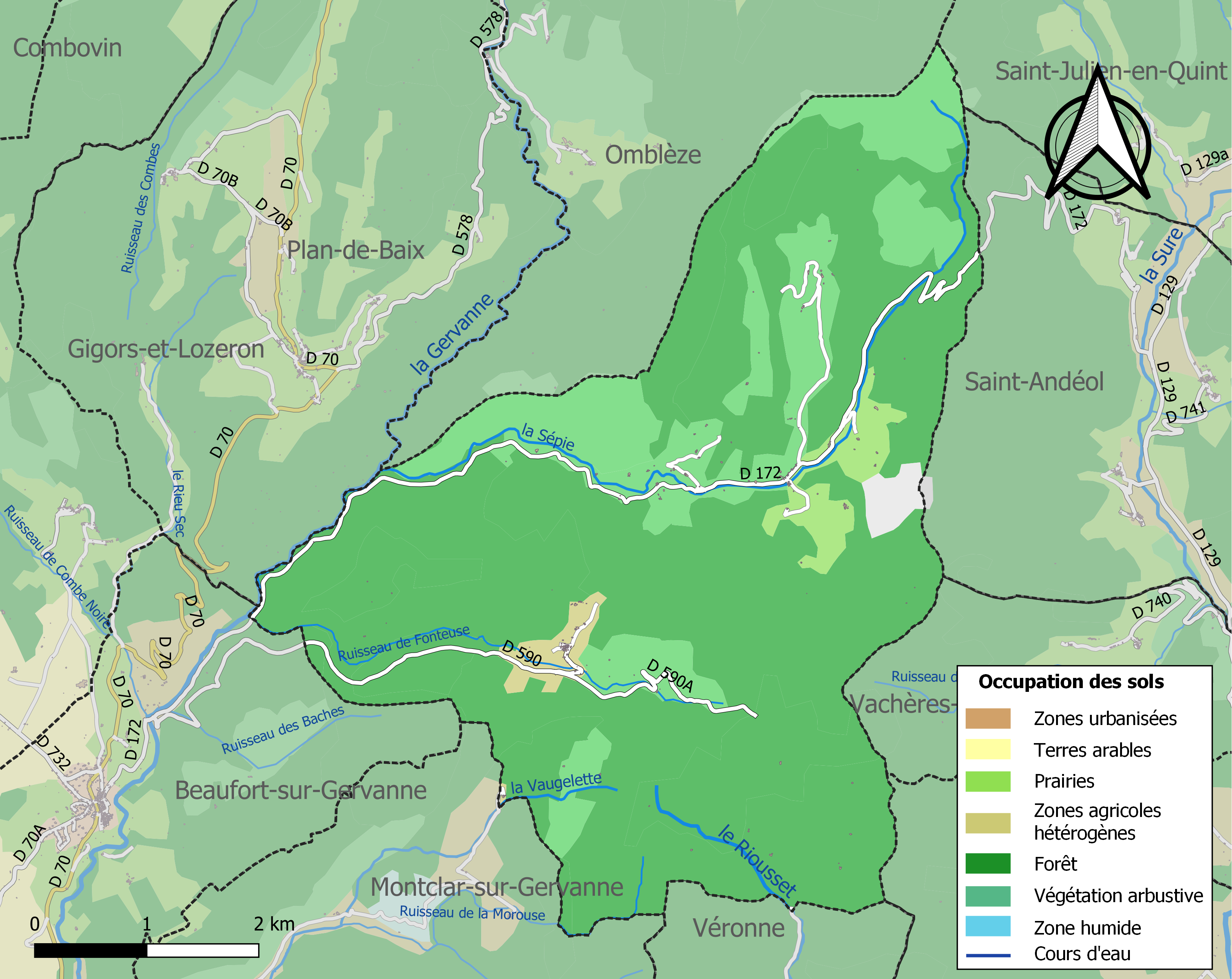
Carte des infrastructures et de l'occupation des sols de la commune en 2018 (CLC).

## Toponymie

### Attestations
Dictionnaire topographique du département de la Drôme :
- 1191 : Aigleon (cartulaire de Durbon).
- 1192 : Egleu (cartulaire de Léoncel, 217).
- 1196 : Aigleun (cartulaire de Romans, 371).
- 1199 : De Aigluno (cartulaire de Die, 46).
- 1200 : Eigleu (cartulaire de Die, 21).
- 1210 : Castrum de Aigliui (cartulaire de Die, 21).
- 1218 : Aygledunum (cartulaire de Die, 3).
- 1300 : Aigledunum (archives de la Drôme, E 1349).
- 1332 : Eiglenum (Gall. christ., XVI, 130).
- 1391 : Esglu (choix de docum., 213).
- XIVe siècle : mention du prieuré d'antonins : Prioratus de Sibia (pouillé de Die).
- 1414 : mention du prieuré d'antonins : Prior de Sybia (pouillé de Die).
- 1421 : Esglui (Duchesne : Comtes de Valentinois, 6).
- 1430 : Aygludinum (archives de la Drôme, E 2139).
- 1430 : mention de la paroisse et du mandement : Parrochia de Sibiis, in mandamento Aygludiui (archives de la Drôme, E 2139).
- 1442 : Egledunum et Egludunum (choix de docum., 267).
- 1450 : mention de la paroisse : Cura Eygludi (Rev. de l'év. de Die).
- 1483 : Eglaudum (terrier de Beaumont-lès-Valence).
- 1502 : mention du mandement : Mandamentum Egludini (archives de la Drôme, fonds de Léoncel).
- 1509 : mention de la paroisse Saint-Pierre : Ecclesia parrochialis Beati Petri Chaylarii (visite épiscopale).
- 1516 : mention du prieuré d'antonins : Prior Sancti Petri de Sipia (rôle de décimes).
- 1576 : mention de la paroisse Saint-Pierre : Saint-Pierre de Sippie ou Cheillard (rôle de décimes).
- 1615 : mention de la paroisse : Scipie (rôle de décimes).
- 1661 : Esgluy (Sibeud, notaire à Crest).
- 1680 : mention de la paroisse Saint-Pierre : Saint-Pierre de Sepie qui est Eygluy (inventaire de la chambre des comptes).
- 1791 : Eglui (Aff. du Dauph.).
- 1891 : Eygluy, commune du canton de Saillans.

En 1891, un hameau Escoulin est mentionné dans le Dictionnaire topographique du département de la Drôme mais il est considéré comme un hameau chef-lieu de la commune du Cheylard.
- En 1920 : la commune Le Cheylard est rebaptisée L'Escoulin.

1971 : Eygluy-Escoulin par fusion des communes de Eygluy et de L'Escoulin.

### Étymologie

#### Eygluy
Vient de Aiglunum ou Aigledunum (chartes du XIIe siècle).
dunum signifie lieu élevé 

Aigledunum : Eygluy : Montagne de l’Aigle

#### Escoulin
L'Escoulin (le nom du hameau prend un article) vient de l'occitan escolan/escoulan, « maître d'école », du latin schola, « école ». Soit parce qu'il y avait autrefois une école dans la vallée en contrebas du château, soit parce qu'un maître d'école y habitait.

## Histoire

### Antiquité: les Gallo-romains
Eygluy est le village fortifié, devenu château-fort, perché sur le mont Eylu près du col de Véraut. Les premiers habitants connus furent des Vocontiens de race Ligure qui es soumirent au joug de Rome qui leur laissa leurs régimes politiques et cultes.

### Du Moyen Âge à la Révolution
La seigneurie :
- La terre ou mandement d'Eygluy qui comprenait, avec la commune de ce nom, celle d'Omblèze et des parties des communes du Chaffal et de Léoncel, est premièrement possédée par une famille de son nom.
- Milieu du XIIIe siècle : acquise par les comtes de Valentinois.

Le 25 juin 1329, le comte de Valentinois donne une charte de franchises à ses habitants. Le droit de chasse, qui était limité aux loups et aux renards, est étendu aux autres gibiers, sangliers, biches et cerfs et autres animaux de la forêt. La chasse au lapin reste prohibée et domaine réservé du seigneur. La chasse au lièvre et à la perdrix par piège ou à la glu est aussi interdite, pouvant tuer involontairement des animaux domestiques. En contrepartie, le comte demande un demi-sol par cerf ou sanglier abattu. Cette charte reconnaît le droit de bûcherage (les habitants peuvent prélever dans la forêt tout le bois dont ils ont besoin).
- Passe aux Poitiers-Saint-Vallier.
- 1500 : vendue aux Hostun.
- 1652 : revendue aux La Baume Pluvinel, derniers seigneurs / (L'ancien marquisat d'Eygluy appartient de 1693 à la Révolution à la famille de la Baume Pluvinel[réf. nécessaire]).

Avant 1790, Eygluy était une communauté de l'élection de Montélimar, subdélégation et sénéchaussée de Crest, formant avec le Cheylard (voir ce nom) une paroisse du diocèse de Die dont l'église, dédiée à saint Pierre, était celle d'un prieuré d'antonins dépendant de la commanderie de Saint-Médard de Piégros dès 1220 et supprimé au XVIe siècle.

### De la Révolution à nos jours
Comprise en 1790 dans le canton du Plan-de-Baix, la commune d'Eygluy fait partie du canton de Saillans depuis la réorganisation de l'an VIII.

## Politique et administration

### Liste des maires
| Période                                  | Période                         | Identité     | Étiquette | Qualité |
| ---------------------------------------- | ------------------------------- | ------------ | --------- | ------- |
| Les données manquantes sont à compléter. |                                 |              |           |         |
| mars 2001                                | mars 2008                       | René Barnier |           |         |
| mars 2008                                | En cours (au 1er novembre 2014) | Roland Filz  | SE        | Employé |

## Population et société

### Démographie
L'évolution du nombre d'habitants est connue à travers les recensements de la population effectués dans la commune depuis 1793. Pour les communes de moins de 10 000 habitants, une enquête de recensement portant sur toute la population est réalisée tous les cinq ans, les populations de référence des années intermédiaires étant quant à elles estimées par interpolation ou extrapolation. Pour la commune, le premier recensement exhaustif entrant dans le cadre du nouveau dispositif a été réalisé en 2006.

En 2022, la commune comptait 60 habitants, en évolution de −7,69 % par rapport à 2016 (Drôme : +2,64 %, France hors Mayotte : +2,11 %).
| 1793 | 1800 | 1806 | 1821 | 1831 | 1836 | 1841 | 1846 | 1851 |
| ---- | ---- | ---- | ---- | ---- | ---- | ---- | ---- | ---- |
| 254  | 220  | 249  | 281  | 278  | 262  | 233  | 267  | 283  |

| 1856 | 1861 | 1866 | 1872 | 1876 | 1881 | 1886 | 1891 | 1896 |
| ---- | ---- | ---- | ---- | ---- | ---- | ---- | ---- | ---- |
| 272  | 282  | 265  | 246  | 239  | 180  | 189  | 191  | 184  |

| 1901 | 1906 | 1911 | 1921 | 1926 | 1931 | 1936 | 1946 | 1954 |
| ---- | ---- | ---- | ---- | ---- | ---- | ---- | ---- | ---- |
| 163  | 156  | 145  | 121  | 116  | 100  | 92   | 87   | 76   |

| 1962 | 1968 | 1975 | 1982 | 1990 | 1999 | 2006 | 2011 | 2016 |
| ---- | ---- | ---- | ---- | ---- | ---- | ---- | ---- | ---- |
| 35   | 47   | 42   | 57   | 40   | 59   | 65   | 61   | 65   |

| 2021 | 2022 | - | - | - | - | - | - | - |
| ---- | ---- | - | - | - | - | - | - | - |
| 65   | 60   | - | - | - | - | - | - | - |

### Enseignement
La commune relève de l'académie de Grenoble.

### Manifestations culturelles et festivités
- Fêtes : deuxième dimanche d'août et le dimanche suivant le 7 septembre[22].

### Médias
Le territoire de la commune se situe dans l'aire de diffusion de plusieurs médias :
- Presse écrite
  - Le Dauphiné libéré, quotidien régional qui consacre, chaque jour, y compris le dimanche, dans son édition de « La vallée de la Drôme » un ou plusieurs articles à l'actualité du canton et de la commune, ainsi que des informations sur les éventuelles manifestations locales, les travaux routiers, et autres événements divers à caractère local.
  - L'Agriculture Drômoise, journal d'informations agricoles et rurales, couvre l'ensemble du département de la Drôme.
  - Drôme Hebdo (ancien Peuple Libre), hebdomadaire chrétien d'informations.
  - Journal du Diois et de la Drôme.
- Presse audio-visuelle
  - France Bleu est une radio publique diffusée sur son territoire.

### Cultes
L'église paroissiale et la communauté catholique de la commune relèvent de la Paroisse Sainte Famille du Crestois dont la maison paroissiale est située à Crest. Cette paroisse est rattachée au diocèse de Valence.

## Économie
En 1992 : sapins, lavande, vignes, caprins, ovins.

## Culture locale et patrimoine

### Lieux et monuments
- Château perché en ruine[22].

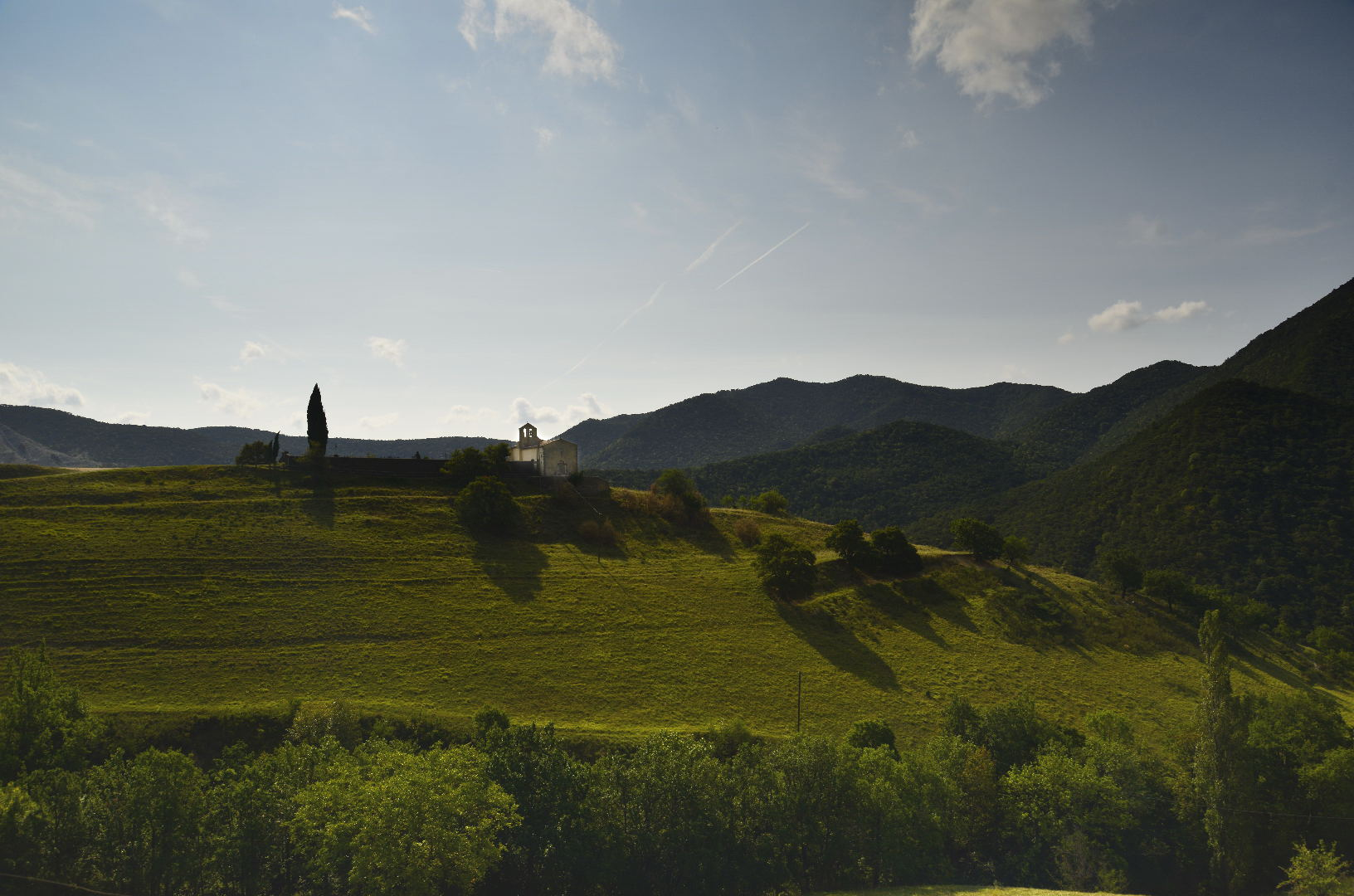
chapelle de l'Escoulin sur le haut de la colline

- Ruines du château médiéval d'Eygluy sur le Mont Eylu[réf. nécessaire].
- Ruines du château du Cheylard au Sud-Est du hameau de l'Escoulin[réf. nécessaire].
- Église romane Notre-Dame de Sépie[réf. nécessaire].
- Église Saint-Étienne d'Eygluy.
- Église Saint-Pierre d'Eygluy-Escoulin.
- Chapelle à Escoulin[22].

### Patrimoine naturel
- La Tourelle (Cheminée de Fée)

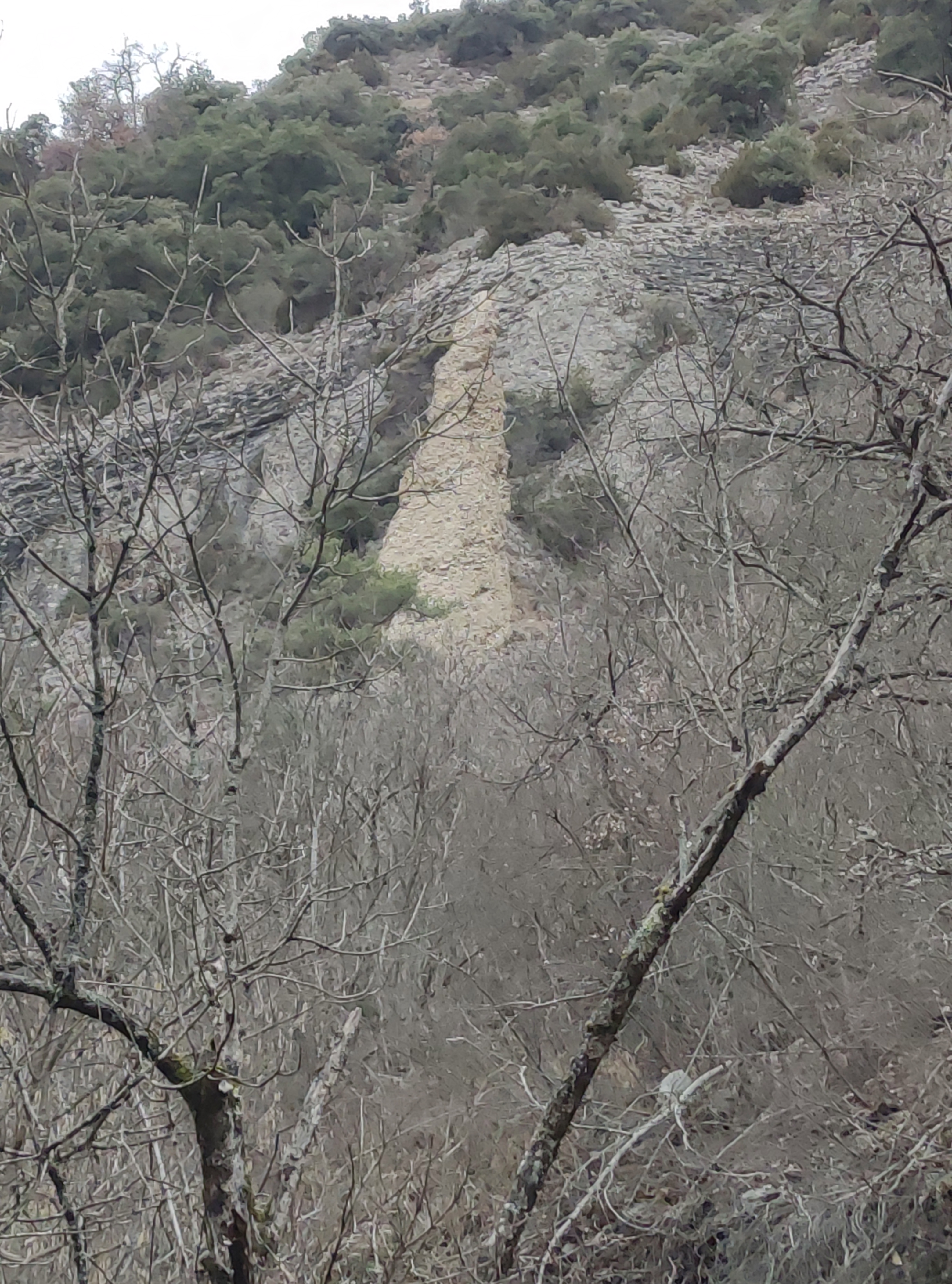
La Tourelle (Cheminée de fée) EYGLUY

- Panorama du col de la Croix (745 m)[22].
- Vallée de la Sépie[22].

### Héraldique, logotype et devise
|  | Eygluy-Escoulin possède des armoiries dont l'origine et le blasonnement exact ne sont pas disponibles. |